# Szervita tér
Szervita tér (en français : « Place des Servites ») est une place de Budapest située au cœur du quartier de Belváros (5e arrondissement), non loin du Nouvel Hôtel de ville de Budapest et de l'artère commerçante Váci utca. Le nom de la place fait référence à l'Ordre des Servites de Marie (szervita rend) qui possédait jusqu'à la fin de la Seconde Guerre mondiale l'Église paroissiale Sainte-Anne, désormais rattachée à l'Église paroissiale Notre-Dame-de-l'Assomption. La place a été profondément marquée par l'urbanisme moderniste de la période communiste en Hongrie. Un grand immeuble de garage en béton, dont la destruction est régulièrement évoquée, y côtoie ainsi de magnifiques façades classiques, néobaroques ou Sécession hongroise, à l'instar de celle de la Banque Török et sa célèbre mosaïque.